# Córrego Itaim
O córrego Itaim é um rio do estado de São Paulo, no Brasil. A sua nascente está localizada no bairro Itaim Paulista, na cidade de São Paulo, onde foi criado um parque linear às suas margens pela prefeitura municipal. Depois, o rio segue cortando o município de Ferraz de Vasconcelos, recebendo água de vários afluentes. Segue junto com a Linha 11 do Trem Metropolitano de São Paulo da Estação Ferraz de Vasconcelos até a Vila Perracine, já em Poá. Depois, corta todo o centro de Poá, onde recebeu, num pequeno trecho, uma cobertura. Passa por baixo de um viaduto da Linha 12, pela rotatória da SP-66, até encontrar o Rio Tietê, em Poá.

## Topônimo
"Itaim" é um nome de origem tupi: significa "pedrinha", pela junção de itá (pedra) e im (diminutivo).